# Referentie
Een referentie is een verwijzing naar informatie ter ondersteuning van een bewering.
Voorbeelden:
- de aanvulling op een sollicitatiebrief: referentie (sollicitatie)
- de verwijzing naar een voetnoot of naar een bronvermelding in de lopende tekst
- de bronvermelding zelf in wetenschappelijke publicaties
- een meting, een ijkpunt of andere informatie waarnaar verwezen kan worden, zie ook referentiekader.